# Ulrich Reuss
Ulrich Karl Reuss (* 4. November 1918 in Reval; † 13. Dezember 1983 in Oldenburg) war ein deutscher Tierarzt.

## Leben
Ulrich Reuss wurde als Sohn des Kaufmanns Siegfried Reuss in Reval geboren. Während des Zweiten Weltkriegs begann er als Soldat im 3. Trimester 1940 das Studium der Veterinärmedizin an der Tierärztlichen Hochschule Hannover und wurde Mitglied des Corps Normannia Hannover. 1947 erhielt er die tierärztliche Approbation. Zunächst Assistent an der Tierklinik Sarstedt wurde er im November 1947 Assistent und im Dezember 1949 wissenschaftlicher Assistent am Hygiene-Institut an der Tierärztlichen Hochschule Hannover. 1948 wurde er zum Dr. med. vet. promoviert. 1953 wechselte er als wissenschaftlicher Assistent an das Tierseuchenamt Neumünster. 1954 legte er in Hannover die Staatstierärztliche Prüfung ab. 1955 kehrte er als Oberassistent an das Hygiene-Institut der Tierärztlichen Hochschule Hannover zurück, wo er sich 1959 zum Dr. med. vet. habil. habilitierte und fortan als Privatdozent und später Professor las. Er wurde Direktor des Tiergesundheitsamts der Landwirtschaftskammer Weser-Ems in Oldenburg.
Reuss publizierte insbesondere auf dem Gebiet der Infektionskrankheiten der Tiere.

## Schriften
- Anatomische Untersuchungen an einem Disprosopus tetraophthalmus vom Kalb, 1948
- Der syrische Goldhamster als Versuchstier bei der Tuberkulosediagnostik. In: Zeitschrift für Hygiene und Infektionskrankheiten, Band 132, 16. Februar 1951, Heft 3, S. 223–227
- Virusbiologische Untersuchungen bei der Entenhepatits, 1959
- Die Bruteikultur in der Viruszüchtung, 1959
- Aujeszkysche Krankheit-was tun?, 1982
- Die Tiergesundheitsdienste in der Bundesrepublik Deutschland, 1982
- Die Verwendung von "Valbazen 10%" als Anthelminthikum bei Schafen. In: Tierärztliche Umschau, 39. Jahrgang, 1984, S. 105–112